# Pudoż
Pudoż (ros. Пудож, karel. Puudoži) – miasto w północno-zachodniej Rosji, na terenie wchodzącej w skład tego państwa Republiki Karelii.

## Położenie
Miejscowość leży w południowej części Karelii, nad rzeką Wodłą, ok. 25 km. od jej ujścia do jeziora Onega, w Rejonie pudożskim, którego centrum administracyjne stanowi.

## Historia
Pudoż jest jedną ze starszych osad Karelii. Miasto zostało założone w 1382 r., prawdopodobnie przez Nowogrodzian jako Pudoga. W 1785 r. miejscowość otrzymała prawa miejskie.

### Przynależność państwowa
- 1382-1389 - Republika Nowogrodzka (lenno Wielkiego Księstwa Włodzimierskiego)
- 1389-1392 - Republika Nowogrodzka (lenno Korony Królestwa Polskiego)
- 1392-1407 - Republika Nowogrodzka
- 1407-1412 - Republika Nowogrodzka (lenno Korony Królestwa Polskiego)
- 1412-1478 - Republika Nowogrodzka
- 1478-1480 - Wielkie Księstwo Moskiewskie (lenno Złotej Ordy)
- 1480-1547 - Wielkie Księstwo Moskiewskie
- 1547-1721 -  Carstwo Rosyjskie
- 1721-1917 -  Imperium Rosyjskie
- 1917 -  Republika Rosyjska
- 1917-1922 -  Rosyjska FSRR
- 1922-1991 -  ZSRR
- od 1991 -  Federacja Rosyjska

## Ludność
Pudoż zamieszkuje 10.237 osób (1 stycznia 2005 r.), głównie Rosjan. Liczba mieszkańców miasta wzrosła gwałtownie w XX w. w wyniku rozwoju przemysłu, jednak w ciągu ostatnich kilkunastu lat szybko spada. Spowodowane jest to kryzysem gospodarczym i emigracją mieszkańców w poszukiwaniu pracy do większych ośrodków miejskich, głównie Petersburga. Przez ostatnie 10 lat populacja miasta zmniejszyła się o 1/3.
Zmiany liczby mieszkańców miasta
| rok  | mieszkańcy |
| ---- | ---------- |
| 1897 | 1.469      |
| 1970 | 8.000      |
| 1996 | 16.300     |
| 2002 | 10.632     |
| 2005 | 10.237     |

Pudoż jest jedynym ośrodkiem miejskim na terenie rejonu pudożskiego.

## Gospodarka
Po rozpadzie Związku Radzieckiego gospodarka miasta znalazła się w stanie kryzysu. 
Podstawą gospodarki miasta jest przemysł drzewny i celulozowo-papierniczy. W Pudożu znajdują się także zakłady mleczarskie i mięsne. 
W miejscowości zlokalizowane są także inne niewielkie zakłady przemysłu spożywczego, zatrudniające zwykle po kilka-kilkanaście osób i produkujące na potrzeby lokalnego rynku.
Istotne znaczenie w gospodarce miasta odgrywają szeroko rozumiane usługi